# Garcinia riedeliana
Garcinia riedeliana är en tvåhjärtbladig växtart som beskrevs av Jean Baptiste Louis Pierre. Garcinia riedeliana ingår i släktet Garcinia och familjen Clusiaceae. Inga underarter finns listade i Catalogue of Life.